# Alejandro Ariel Cabral
Alejandro Ariel Cabral (Buenos Aires, Argentina, 11 de septiembre de 1987) es un futbolista argentino. Juega como mediocentro ofensivo y actualmente disputa la primera División Profesional en Racing Club de Montevideo, luego de acabar contrato con el Racing Club de Montevideo de Uruguay.

## Trayectoria
Cabral surgió de las divisiones inferiores de Vélez Sársfield como un mediocampista o mediapunta de mucho despliegue y dominio. Debutó en la Primera División en 2007 de la mano de Ricardo La Volpe que lo utilizó como mediocampista central o por izquierda. Su primer gol en Primera lo convirtió en el Torneo Apertura 2007 ante Gimnasia de La Plata luego de una buena pared con Facundo Coria.
En 2010 pasa a préstamo al Legia Varsovia de Polonia en lo que sería su primera experiencia europea. En uno de sus primeros partidos le convierte un gol desde una distancia de 30 metros al Arsenal de Inglaterra.
En 2011 regresa a Vélez Sarsfield luego de consagrarse campeón de la Copa de Polonia. Obtiene el torneo Inicial 2012 y la Supercopa en 2013.
En 2015 el club no llega a un acuerdo económico para renovar su contrato y queda libre en el mes de junio. En agosto de 2015 arriba al club Cruzeiro Esporte Clube de Brasil, el 1 de enero de 2022, tras estar 6 años en el Cruzeiro se va por no renovar contrato, y actualmente es Agente libre.

## Selección juvenil
Su buen desempeño en la primera de Vélez le sirvieron para ser convocado por la Selección de fútbol de Argentina Sub-20 para jugar la Copa Mundial de Fútbol Sub-20 de 2007 en Canadá junto a sus compañeros de equipo Mauro Zárate y Damián Escudero. Cabral no fue habitual titular en ese torneo que ganó junto a su equipo pero jugó algunos minutos en la final ante República Checa y otros partidos.

## Selección mayor
En mayo de 2011, el seleccionador argentino Sergio Batista anuncia la convocatoria para los amistosos a realizarse el 1 de junio contra Nigeria en Abuya, Nigeria y el 5 de junio contra Polonia en Varsovia, Polonia. Entre los convocados, aparecía Alejandro Cabral.
Efectivamente, Alejandro Cabral disputó los dos partidos, contra Nigeria ingresó en el segundo tiempo y contra Polonia fue titular.

## Clubes
| Club                      | País      | Año         |
| ------------------------- | --------- | ----------- |
| Vélez Sársfield           | Argentina | 2007 - 2010 |
| Legia Varsovia (Cedido)   | Polonia   | 2010 - 2011 |
| Vélez Sársfield           | Argentina | 2011 - 2015 |
| Cruzeiro                  | Brasil    | 2015-2021   |
| Goiás(Cedido)             | Brasil    | 2021        |
| Racing Club de Montevideo | Uruguay   | 2022 -      |

## Palmarés

### Campeonatos Regionales
| Título             | Club     | País   | Año  |
| ------------------ | -------- | ------ | ---- |
| Campeonato Mineiro | Cruzeiro | Brasil | 2018 |
| Campeonato Mineiro | Cruzeiro | Brasil | 2019 |

### Campeonatos nacionales
| Título              | Club              | País      | Año    |
| ------------------- | ----------------- | --------- | ------ |
| Primera División    | Vélez Sarsfield   | Argentina | C-2009 |
| Copa de Polonia     | Legia de Varsovia | Polonia   | 2011   |
| Primera División    | Vélez Sarsfield   | Argentina | I-2012 |
| Supercopa Argentina | Vélez Sarsfield   | Argentina | 2013   |
| Copa de Brasil      | Cruzeiro          | Brasil    | 2017   |
| Copa de Brasil      | Cruzeiro          | Brasil    | 2018   |

### Campeonatos internacionales
| Título              | Club                | País   | Año  |
| ------------------- | ------------------- | ------ | ---- |
| Copa Mundial Sub-20 | Selección Argentina | Canadá | 2007 |